# Gustav Richard Fischer

Fischer um 1905

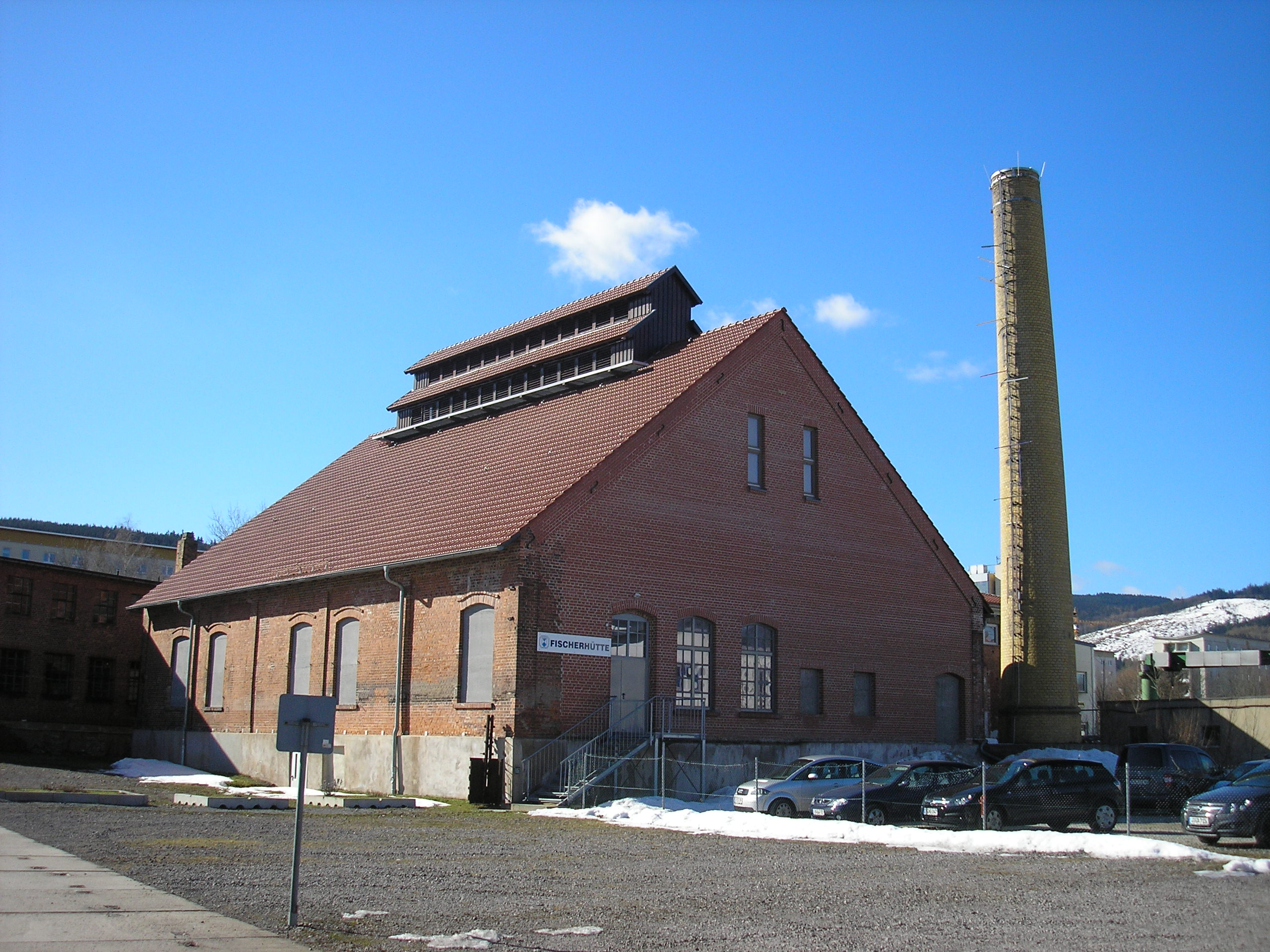
Die Fischerhütte in Ilmenau

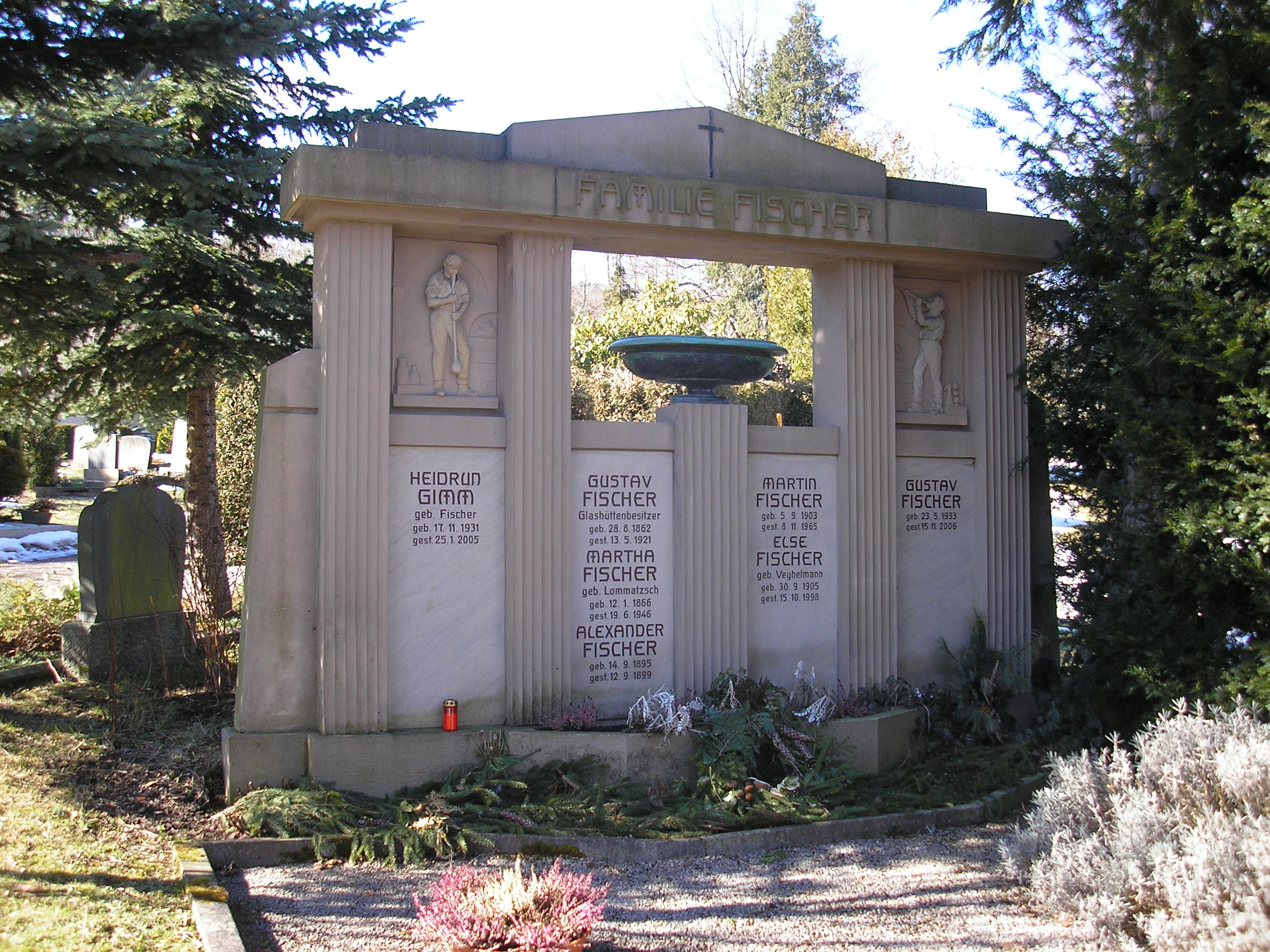
Fischers Grab auf dem Ilmenauer Friedhof

Gustav Richard Fischer (* 28. August 1862 in Pößneck; † 13. Mai 1921 in Ilmenau) war ein deutscher Unternehmer und Industrieller.

## Leben
Gustav Fischer wurde 1862 in der ostthüringischen Textilstadt Pößneck als neuntes Kind eines Gerbers geboren. Nachdem er die Volksschule in Pößneck besucht hatte, begann er eine Lehre bei einem Krämer in Freiberg, wo er den Beruf eines Kaufmannes erlernte. Später ging er nach Leipzig und wurde Teilhaber eines Kaffee-Importunternehmens, wodurch er einen gewissen Reichtum erlangen konnte. Dort lernte er auch seine spätere Ehefrau, Martha Lommatzsch kennen, die er 1889 heiratete.
1893 zog Fischer mit seiner Ehefrau nach Ilmenau um, wo er Teilhaber der Sophienhütte, einer großen Glashütte, wurde und verschiedene Fertigkeiten des Glaserhandwerkes erlernte. 1907 kam es zwischen Fischer und dem Hauptinhaber der Sophienhütte, Richard Bock, zu erheblichen Differenzen, was ihn veranlasste, aus der Hütte auszusteigen und eine eigene Glashütte in Ilmenau zu gründen. Er kaufte ein Grundstück in der Langewiesener Straße in Ilmenau an, auf dem 1907 die Bauarbeiten an der neuen Glashütte begannen. 1910 konnte die „Fischerhütte“ dann eingeweiht werden.
Fischer stellte in seiner Glashütte Erzeugnisse her, die denen der Schott-Glaswerke in Jena sehr ähnlich waren, sie trugen sogar ein Markenzeichen, welches dem Schottschen glich, nämlich zwei Streifen, einen roten und einen blauen. Daraufhin klagte die Schott AG gegen Fischer. Der Prozess wurde über drei Instanzen geführt und landete schließlich vor dem Reichsgericht, welches entschied, dass Fischer die beiden Streifen, die den Schottschen ähnlich waren, weiterhin verwenden durfte.
Gustav Richard Fischer wurde von seinen Arbeitern geachtet. Er pflegte ein gutes Verhältnis zu ihnen und galt als sozial, aber auch als sehr genau. Fischer legte bei der Fertigung seiner Glaswaren größten Wert auf Qualität. Die Ratschläge seiner Vertrauten, die Fabrik nach dem Ersten Weltkrieg zu vergrößern, lehnte er ab. Er war Mitglied im Ilmenauer Gabelbach-Verein und stand den liberalen Parteien nah. Kurz vor seinem Tod plante er den Bau seines „Alterssitzes“ in der Naumannstraße an der Ilm im Villenviertel Ilmenaus. Die Bauarbeiten hierfür sollten im Sommer 1921 beginnen, jedoch starb Fischer am 13. Mai 1921 an den Folgen einer Lungenentzündung. Er wurde auf dem Ilmenauer Friedhof beigesetzt.
Fischer hatte mit seiner Frau Martha drei Kinder: Friedrich Karl Alexander (starb bereits mit vier Jahren) sowie Hellmuth (geboren 1901) und Martin (geboren 1903), die nach seinem Tod Teilhaber der Glashütte wurden, die zu dieser Zeit etwa 150 Mitarbeiter beschäftigte.
| Personendaten    | Personendaten                           |
| ---------------- | --------------------------------------- |
| NAME             | Fischer, Gustav Richard                 |
| KURZBESCHREIBUNG | deutscher Unternehmer und Industrieller |
| GEBURTSDATUM     | 28. August 1862                         |
| GEBURTSORT       | Pößneck                                 |
| STERBEDATUM      | 13. Mai 1921                            |
| STERBEORT        | Ilmenau                                 |